# Super iot

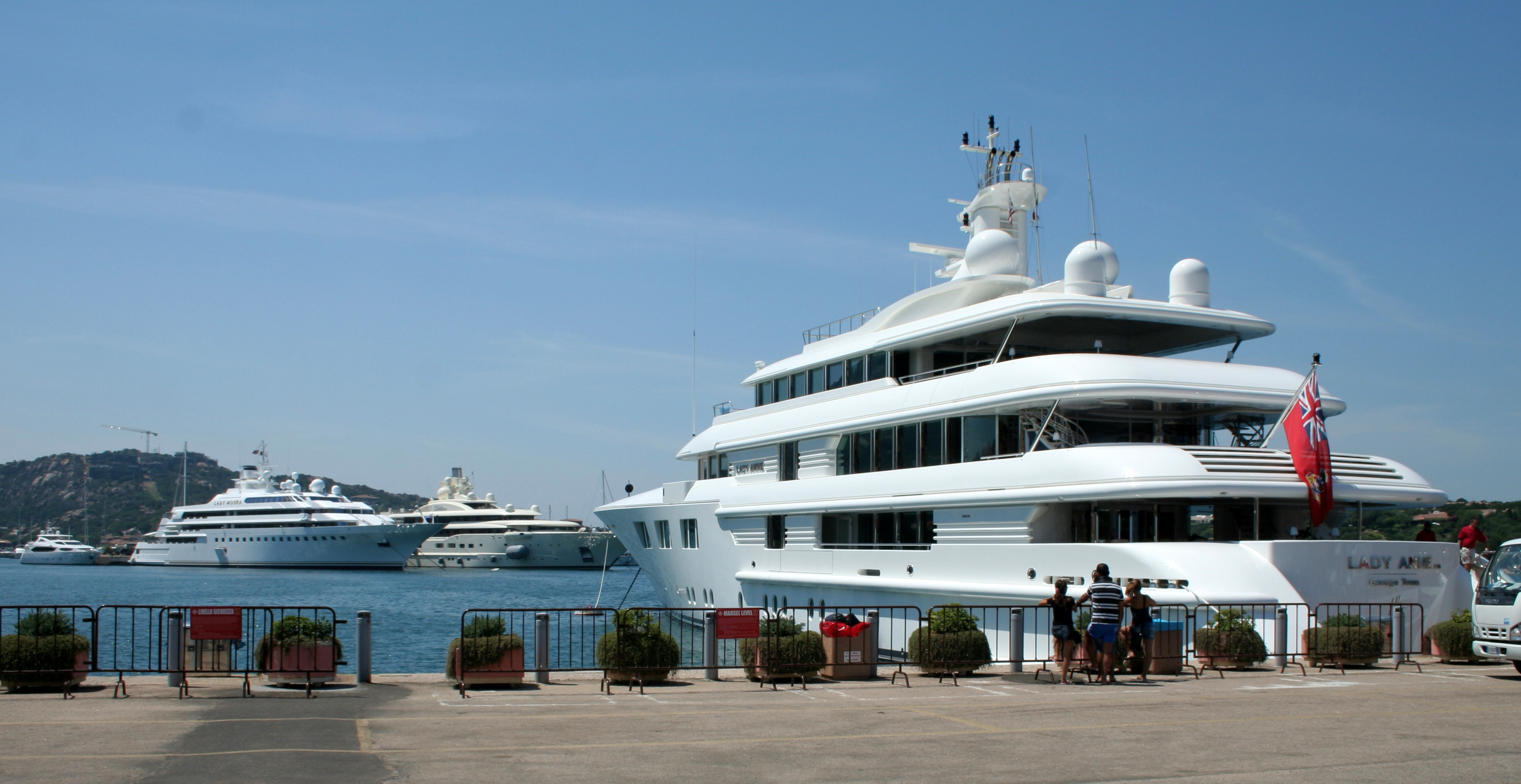
Alguns super-iots van atracar a Porto Cervo, Sardenya

El terme super-iot, mega-iot o Iot de luxe es refereix a un vaixell de plaer gran i luxós. Encara que hi ha diversos criteris que estableixen quins vaixells són super-iots, aquesta categoria de vaixells inclou els iots de motor o de vela l'eslora dels quals oscil·la entre els 40 i els 180 metres (tot i que hi ha vaixells considerats super-iots que arriben fins a 24 metres d'eslora) i gestionats per un tripulació de professionals. Els super-iots més grans poden estar equipats amb diversos tipus de serveis i disposar de petits mitjans de transport (helicòpters i petites embarcacions). Els super-iots poden ser, segons la situació, privats o llogats.

## Història
Els grans iots existeixen des de principis del segle xx, quan diversos homes rics van encarregar vaixells de vapor especialment luxosos a empreses com Cox & King i Charles L. Seabury and Company. Alguns dels primers super-iots són el Jemima F. III de Charles Henry Fletcher (1908), de 34 metres d'eslora, el Savarona (1931), de 136 metres d'eslora, i el Christina O (un vaixell de guerra llançat el 1943 i convertit en un luxe després del Segon Món). War), la longitud de la qual és igual a 99 metres. Entre 1998 i 2008 es va produir un augment del 228% en la producció de super-iots i es van vendre 916 unitats amb una facturació total de 10.000 milions de dòlars.

## Descripció

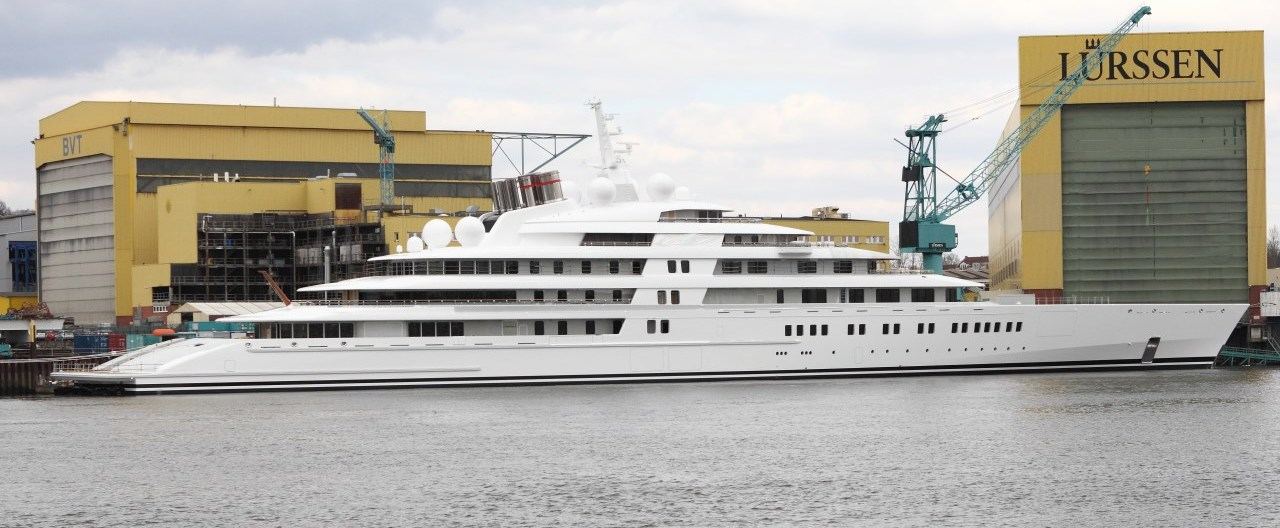
El iot més gran del món, ' Azzam (181 metres), va pertànyer a Khalifa bin Zayed Al Nahyan.

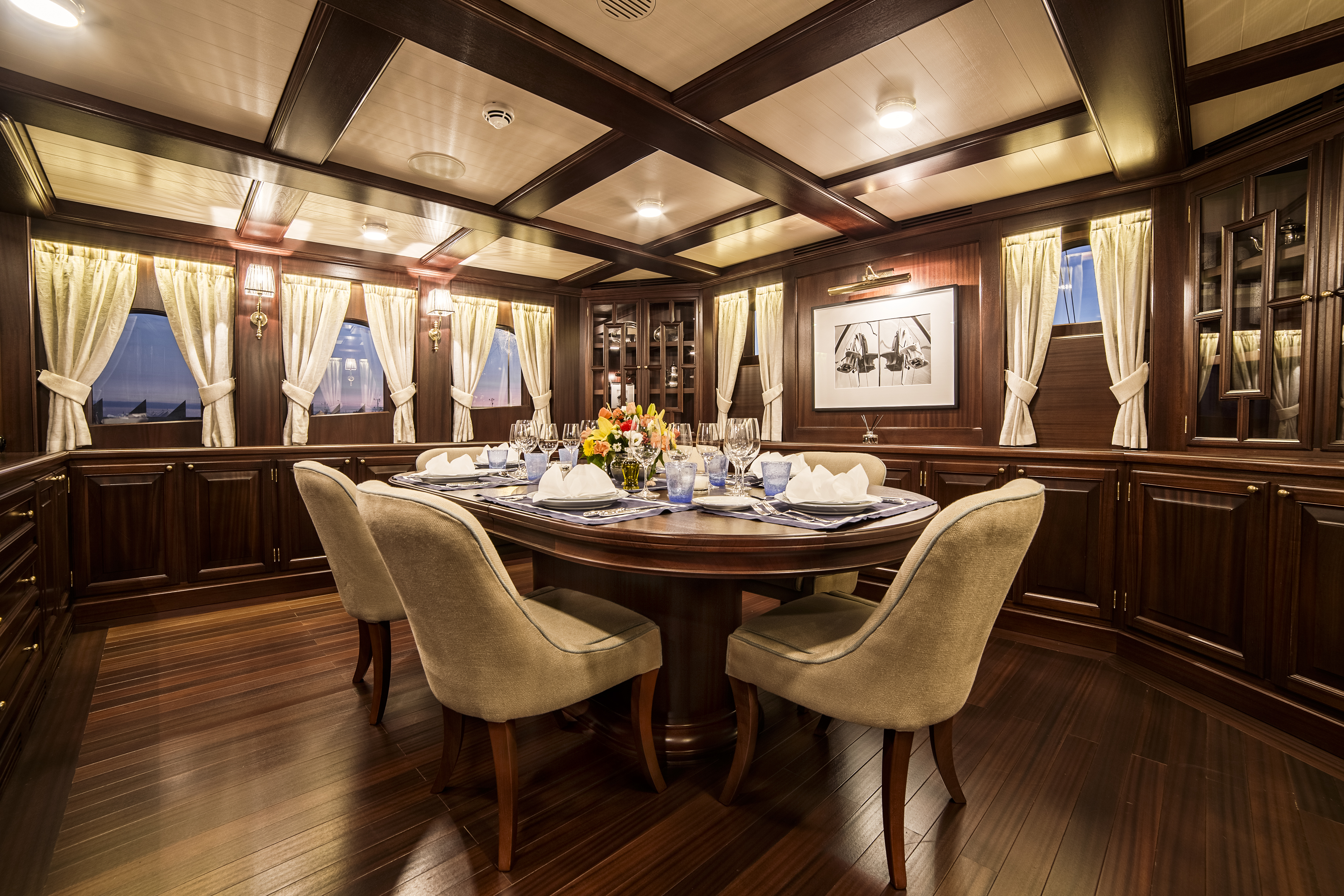
El menjador Taransay

IEl Codi de Grans iots comercials (LY2) de Gran Bretanya i els seus dominis defineix un "iot gran" com un vaixell que ocupa 24 metres o més a la línia de flotació, té finalitats comercials esportives o d'entreteniment i pot transportar fins a un màxim de 12 passatgers, entre els quals hi ha d'haver professionals. El codi estableix quin equipament han de tenir aquests vaixells a l'hora de navegar i quan estan atracats, normes sobre el temps que han de respectar els membres de la tripulació i altres a seguir si un vaixell disposa d'helicòpter. El codi presenta diferents estàndards que han de complir els vaixells per sobre i per sota de 500 tones brutes. En altres països hi ha regulacions semblants. Mentre que els iots que no superin els 24 metres d'eslora poden ser de fibra de vidre, els més grans tenen més probabilitats de ser d'acer, alumini o materials reforçats amb fibra de matriu de polímer. En ambdós casos, es poden considerar a tots els efectes "super-iots" i en general tenen 40 metres o més d'eslora. Hi ha super-iots molt grans equipats amb diversos tipus de serveis i zones d'oci (piscines, petits restaurants, gimnasos, sales de jocs, etc.) i mitjans de transport (barques petites, helicòpters, etc.)
Allà on els iots "comercials" no poden transportar més de 12 passatgers, els privats poden albergar més persones. Els iots es poden identificar amb la bandera que representa el país on està matriculat el vaixell.

## Lloguer
El cost del lloguer d'un superiot cobreix una dotació per a les provisions (menjar, combustible i amarratge). El saldo no gastat es retorna al client al final del servei.